# AISLP
AISLP je databáze léčivých přípravků. Název sám je zkratkou z Automatizovaný Informační Systém Léčivých Přípravků.

## Historie
Tento systém začal vznikat v 80. letech minulého století ve Státním ústavu pro kontrolu léčiv Praha (SÚKL Praha) na sálových počítačích pod vedením RNDr. Bohuslava Škopa. Původně se jednalo o striktně relační databázi, založenou především na databázi léčiv, databázi názvů komponent (jedné z největších ve svém oboru), složení a dalších číselnících.

## Současnost
Dnes je tento systém znám spíše pod označením Mikro-verze AISLP, která je šířena čtvrtletně na komerční bázi vždy na jednom CD. Pojem mikro-verze je historický, znamená verze určená pro mikropočítače, jako odlišení od původní „velké“ verze pro sálové počítače.
Dnes je založena na oficiálně získávaných datech ze SÚKL Praha, ŠÚKL Bratislava a dalších státních institucí, autorských článcích o léčivech a postupně přebíraných oficiálních Příbalových informacích pro pacienta (tzv. příbalový leták) a Souhrnech údajů o léčivém přípravku (SPC). Je dále doplněna cenami léků (a jejich historií), omezeními pro indikaci, spotřebou léků, fotografiemi a dalšími údaji.
Je hojně využívána z jiných systémů (pro řízení ordinace, lékáren atd.) a přímo z ní je prováděna elektronická sazba odborných publikací typu „Brevíř“ a „Kompendium“.

## Poznámka
Léčivý přípravek – jinak též léčivo – je širší pojem zahrnující i běžné léky.